# Mezze (gerecht)

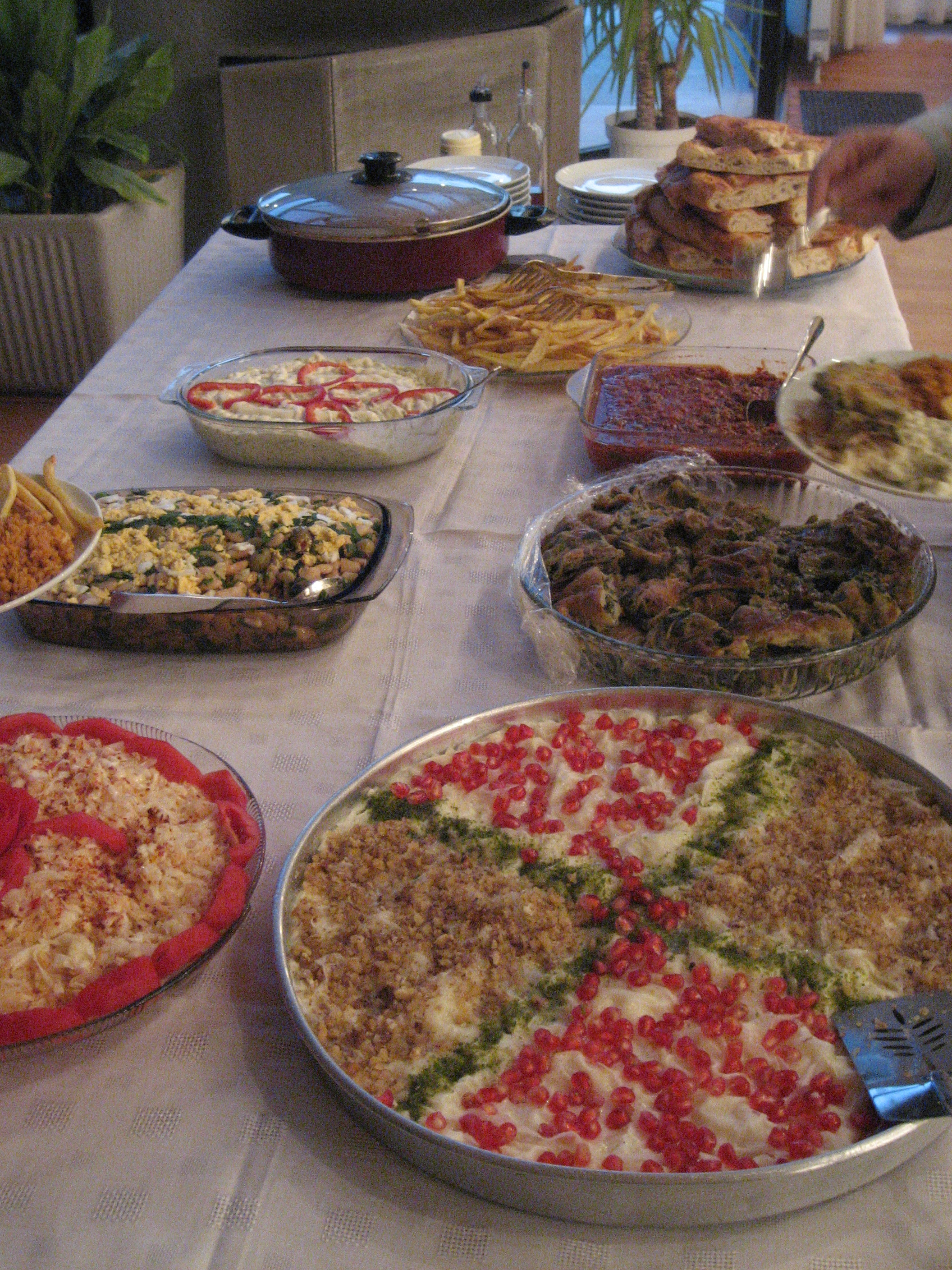
Mezzes voor een iftarmaaltijd

Een Mezze is een klein gerechtje uit de mediterrane keuken. Net als de Spaanse tapas en Italiaanse antipasti vormen ze een lichte schotel die tussendoor als aperitiefhapje of als voorgerecht kan worden gegeten, soms in combinatie met een alcoholische consumptie.
Een Mezze kan in de oostelijke landen rond de Middellandse Zee uit een eenvoudig schaaltje olijven, gezouten amandelen, ansjovis of blokjes fetakaas bestaan. Er kan echter ook een uitgebreidere maaltijd bedoeld worden, veelal genoten bij een speciale gelegenheid. Het kan dan een salade of een lichte maaltijdschotel zijn. De bewerkelijkste vorm zijn de Libanese mezzes. Tezamen kunnen de verschillende gerechtjes geserveerd worden als een buffet.
Enkele klassiekers zijn dolmades, falafel, hummus, taboulé en tzatziki.